# Tamás Deutsch (Schwimmer)
Tamás Deutsch (* 4. Dezember 1969 in Budapest) ist ein ehemaliger ungarischer Schwimmer.
Der Rückenschwimmer nahm 1988, 1992 und 1996 an den Olympischen Sommerspielen teil. 1988 wurde er 14. auf der 200-Meter-Rückenstrecke, 1992 Siebter und 13. über 100 Meter. Als bester Rückenschwimmer seines Landes wurde er oft als Startschwimmer in der Lagenstaffel eingesetzt, mit der er auch einige Medaillen gewinnen konnte. 1992 und 1996 wurde er mit der Staffel jeweils Olympiasechster. Seine einzige Medaille als Einzelstarter konnte er bei den Kurzbahnweltmeisterschaften 1995 erringen. Über seine Spezialstrecke 200-Meter Rücken gewann er in 1:56.18 Bronze.